# Pertusaria lophocarpa
Pertusaria lophocarpa är en lavart som beskrevs av Körb. Pertusaria lophocarpa ingår i släktet Pertusaria och familjen Pertusariaceae.   Inga underarter finns listade i Catalogue of Life.